# Tlenek niklu(II)
Tlenek niklu(II), NiO – nieorganiczny związek chemiczny z grupy tlenków, w którym nikiel występuje na II stopniu utlenienia. Występuje naturalnie jako bunsenit.

## Otrzymywanie
Można go otrzymać przez reakcję wody z niklem w temperaturze 1000 °C. Tlenek niklu(II) o barwie zielonej można otrzymać poprzez ogrzewanie niklu z wodą w temperaturze 1000 °C. NiO o czarnej barwie można otrzymać kalcynując azotan niklu(II) lub wodorowęglan niklu(II) w temperaturze 600 °C.

## Właściwości
Występuje w formie zielonej i czarnej, a w wysokich temperaturach przybiera barwę koloru żółtego. Czarna forma jest aktywna chemicznie i tworzy proste sole w obecności kwasów, zaś zielona forma jest bierna chemiczne i odporna na wysokie temperatury. Jest antyferromagnetyczny. Jego temperatura topnienia wynosi 1957 °C, nie rozpuszcza się w wodzie, roztwarza się w kwasach.

## Zastosowanie
Jest ważnym surowcem w procesach wytapiania i produkcji stopów. Może być również stosowany jako katalizator lub barwnik do kolorowego szkła.

## Zagrożenia
Ma niską toksyczność, jednak jego wdychanie może powodować raka.